# DAPI
DAPI is de afkorting van 4',6-diamidino-2-fenylindool, een fluorescerende kleurstof die vooral aan chromatine bindt. DAPI zendt een cyaanblauw licht uit, dus wanneer genoeg DAPI aan chromatine gebonden is wordt, in een celcultuur, het chromatine zichtbaar als blauw lichtgevende structuren. Vanwege deze eigenschap wordt er in de fluorescentiemicroscopie veel gebruikgemaakt van DAPI.
De stof wordt commercieel verhandeld als het dihydrochloride, hetgeen een gele kristallijne vaste stof is.

## Toepassingen
Omdat DAPI het celmembraan en het kernmembraan kan passeren, wordt het in zowel levende als gefixeerde cellen gebruikt. Door deze eigenschap en de sterke binding aan het DNA, is DAPI ook mutageen en dient het met zorg gebruikt te worden. DAPI kan binden in de kleine groeve van het DNA of aan RNA. Daarom wordt DAPI bij experimenten gebruikt als label voor deze stoffen of voor de gehele celkern (waar zoveel DNA en RNA aanwezig is dat deze als geheel oplicht).
Bij fluorescentiemicroscopie worden cellen, die met DAPI gelabeld zijn, beschenen met ultraviolet licht. Dit wordt gedaan omdat het optimale lichtabsorberende vermogen van DAPI, wanneer gebonden in de kleine groeve, rond de 358 nm ligt. Het emissiemaximum van DAPI ligt rond de 461 nm. Wanneer DAPI aan RNA gebonden is wordt de emissie lager: het emissiemaximum verschuift naar een grotere golflengte (500 nm).